# Johann Peter Hebel
Johann Peter Hebel (10. května 1760 Basilej – 22. září 1826 Schwetzingen) byl německý spisovatel, teolog a pedagog. Byl průkopníkem literárního využití alemanského nářečí němčiny (sbírka Alemanské básně). Dále je znám jako autor řady příběhů po vzoru kalendářových vyprávění, které psal ve spisovné němčině. Působil jako luteránský duchovní, roku 1819 se stal prvním prelátem luterské zemské církve v Bádensku, a tím i členem první komory bádenského stavovského sněmu.

## Fotogalerie

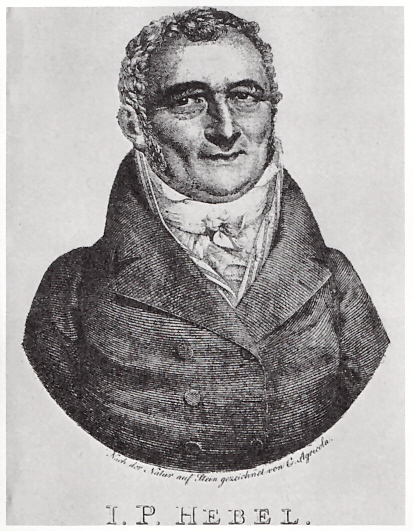
Johann Peter Hebel
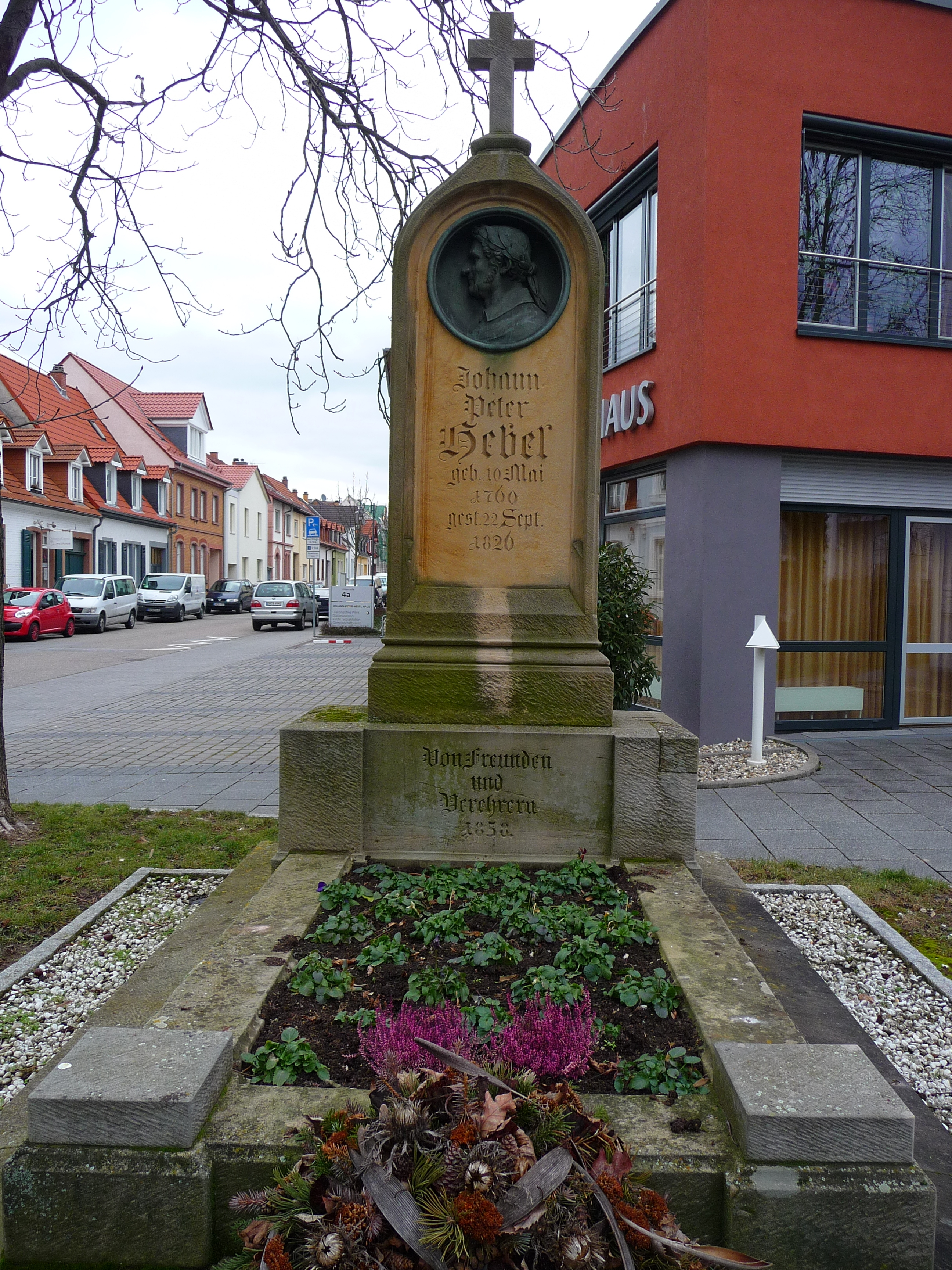
Hrob Johanna Petera Hebela ve Schwetzingenu
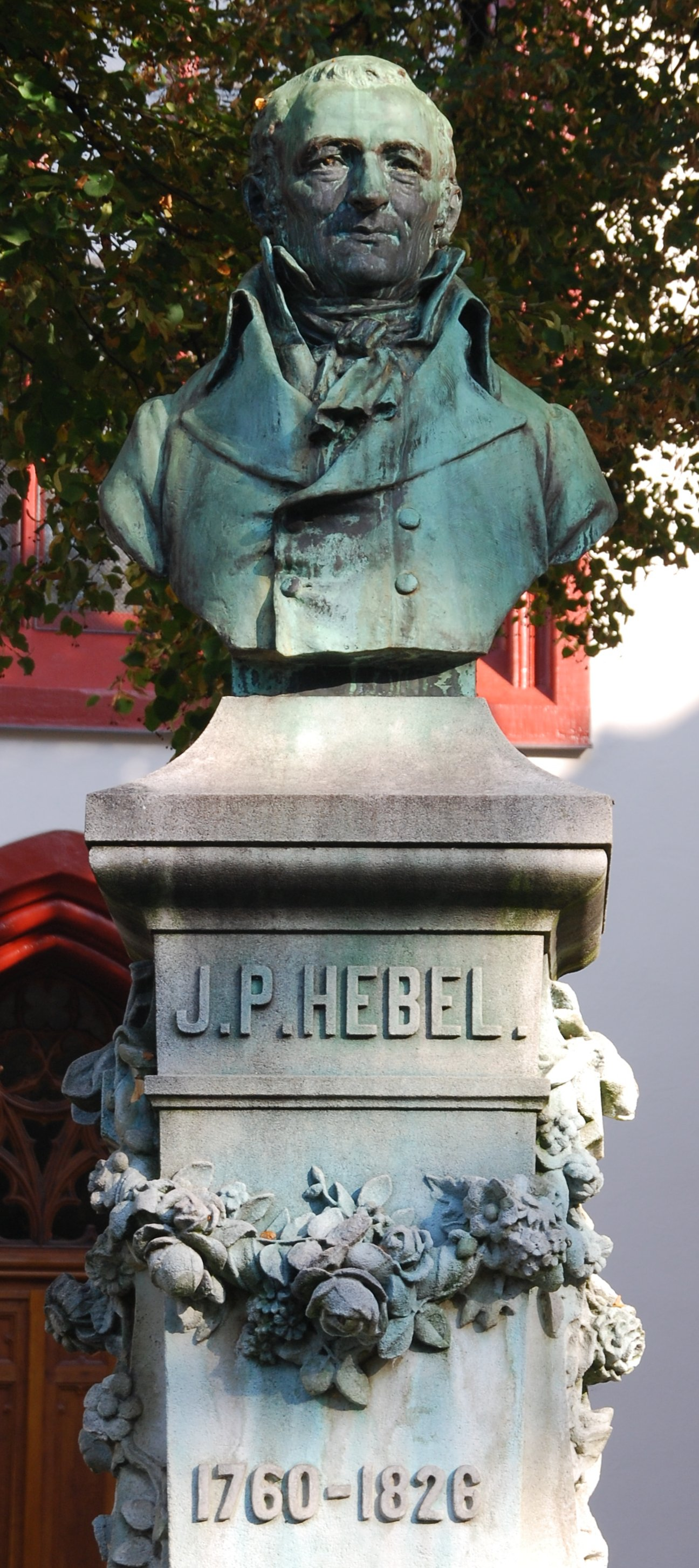
Pomník Johanna Petera Hebela (Basilej)
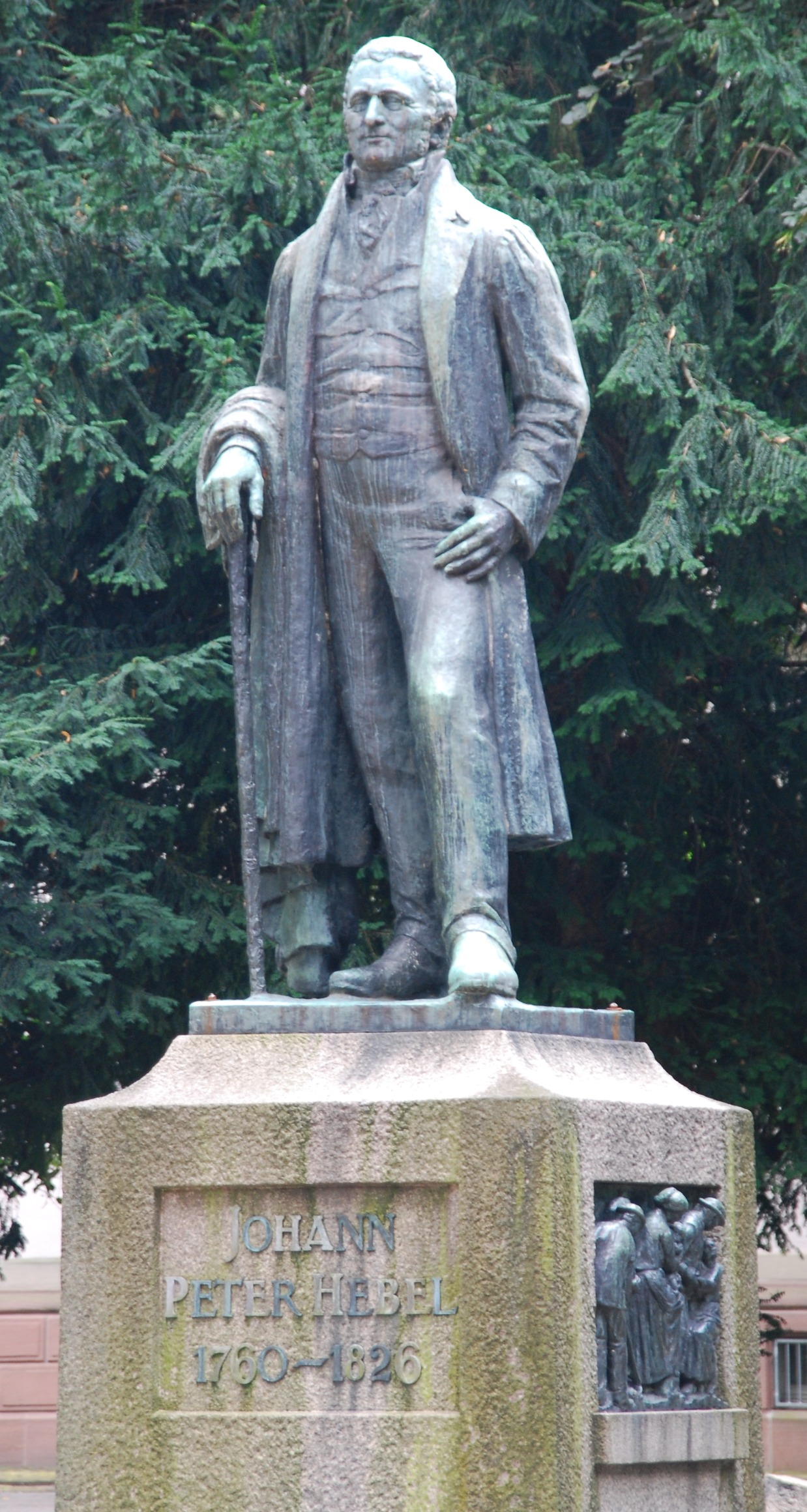
Pomník Johanna Petera Hebela (Hebelpark, Lörrach)
- Dílo 'Schatzkaestlein des rheinischen Hausfreundes.' (1811, 296 S.)